# 크랜브룩땃쥐
크랜브룩땃쥐(Crocidura cranbrooki)는 땃쥐과에 속하는 땃쥐의 일종이다. 미얀마 북부 지역에서 서식한다. 학명은 크랜브룩 백작(John David Gathorne-Hardy, the fourth Earl of Cranbrook)의 이름에서 유래했다.